# Кабанбай (Алакольський район)
Кабанба́й (каз. Қабанбай) — село у складі Алакольського району Жетисуської області Казахстану. Адміністративний центр Кабанбайського сільського округу.
Населення — 6605 осіб (2021; 6049 у 2009, 8069 у 1999, 10609 у 1989).

## Історія
Село Андрієвське було засноване 1909 року. 1928 року воно стало центром спочатку Герасимовського, але того ж року перейменованого в Андрієвський. У радянські часи село отримало назву Андрієвка, 1992 року — сучасну назву. 1993 року район перейменовано в Уйгентаський, а 1997 року взагалі був ліквідований, територія передана до складу Алакольського району.